# Alum Rock, Kalifornien
Alum Rock är en ort (CDP) i Santa Clara County, i delstaten Kalifornien, USA. Enligt United States Census Bureau har orten en folkmängd på 15 536 invånare (2010) och en landarea på 3,1 km².